# You Could Be Mine
You Could Be Mine è un singolo del gruppo musicale statunitense Guns N' Roses, estratto dalla colonna sonora del film Terminator 2 - Il giorno del giudizio e inserito successivamente nel quarto album del gruppo, Use Your Illusion II (1991).

## La canzone
Il testo di You Could Be Mine fu scritto da Izzy Stradlin ed Axl Rose ed era dedicato alla relazione fallita tra Stradlin e la cantante Angela Nicoletti. Era stato originariamente composto per l'album Appetite for Destruction.
È il primo brano registrato con il batterista Matt Sorum, che sostituisce Steven Adler, il quale appare per un'ultima volta nel lato B Civil War.

### Terminator 2
La canzone, e soprattutto il suo video, furono anche dedicati al film di James Cameron Terminator 2 - Il giorno del giudizio. Nel film apparvero alcuni riferimenti ai Guns N' Roses: un amico di John Connor indossava una loro maglietta e il cyborg T-800, alias Arnold Schwarzenegger, nel primo scontro con T-1000 tirava fuori un fucile da una scatola di rose (giocando implicitamente sul nome della band). Quei riferimenti ai Guns indussero il regista Cameron a reclutare il gruppo, perché dedicasse al film una canzone, e alla fine optarono per You Could Be Mine. A casa sua, Schwarzenegger strinse così un accordo con Rose e i suoi compagni di band, durante una cena. Axl Rose e Schwarzenegger divennero così ottimi amici, e l'attore divenne fan della band.
Il brano è stato successivamente inserito anche nel film Terminator Salvation (2009).

## Video musicale
Il video è stato diretto da Andy Morahan, Stan Winston e Jeffrey Abelson. Esso include spezzoni tratti dal film Terminator 2, ma anche lo stesso Schwarzenegger/Terminator a caccia dei Guns N' Roses durante un loro concerto. Nel clip appaiono tutti i membri del gruppo, compreso Izzy Stradlin, che però non compare nel segmento finale del video, in quanto aveva già lasciato la band. Il video è stato infatti pubblicato nel giugno 1991 assieme al singolo, ed era stato girato nei mesi precedenti utilizzando spezzoni di concerti in cui Izzy, che abbandonò il gruppo agli inizi del 1991, era ancora presente. Il cyborg ha avuto l'incarico da Skynet di uccidere i Guns, temendo che la loro musica potesse indurre gli umani ad essere più forti contro le macchine. Una volta finita la canzone, Terminator si ritrova faccia a faccia con la band e la studia con i suoi occhi elettronici. Dopo aver preso di mira Axl, comprende però che ucciderlo sarebbe solo "uno spreco di munizioni", e perciò rinuncia ad uccidere i Guns.
Poiché nel video sono presenti scene dal film, non è stato incluso nel DVD Welcome to the Videos per motivi legali.

## Tracce
CD singolo (Geffen 19039)
1. You Could Be Mine – 5:44
2. Civil War – 7:41

45 giri (Geffen GES 19039)
- Lato A

1. You Could Be Mine (LP Version) – 5:44

- Lato B

1. Civil War (LP Version) – 7:38

## Formazione
- W. Axl Rose – voce
- Slash – chitarra solista
- Izzy Stradlin – chitarra ritmica, cori
- Duff McKagan – basso, cori
- Matt Sorum – batteria

## Classifiche

### Classifiche settimanali
| Classifica (1991)             | Posizione massima |
| ----------------------------- | ----------------- |
| Australia                     | 3                 |
| Austria                       | 8                 |
| Belgio (Fiandre)              | 10                |
| Canada                        | 30                |
| Finlandia                     | 1                 |
| Francia                       | 8                 |
| Germania                      | 5                 |
| Giappone                      | 23                |
| Giappone (international)      | 1                 |
| Irlanda                       | 2                 |
| Italia                        | 2                 |
| Norvegia                      | 2                 |
| Nuova Zelanda                 | 2                 |
| Paesi Bassi                   | 4                 |
| Regno Unito                   | 3                 |
| Spagna                        | 1                 |
| Stati Uniti                   | 29                |
| Stati Uniti (mainstream rock) | 3                 |
| Svezia                        | 2                 |
| Svizzera                      | 2                 |

### Classifiche di fine anno
| Classifica (1991) | Posizione |
| ----------------- | --------- |
| Australia         | 5         |
| Belgio (Fiandre)  | 54        |
| Germania          | 27        |
| Italia            | 18        |
| Nuova Zelanda     | 4         |
| Paesi Bassi       | 32        |
| Svizzera          | 8         |